# Gnophos canaria
Gnophos canaria är en fjärilsart som beskrevs av Jacob Hübner 1800/08. Gnophos canaria ingår i släktet Gnophos och familjen mätare. Inga underarter finns listade i Catalogue of Life.